# Hot R&B/Hip-Hop Songs
Hot R&B/Hip-Hop Songs is een Amerikaanse hitlijst die wekelijks wordt uitgebracht door het tijdschrift Billboard. In de lijst, die in 1942 werd ingesteld, zijn de populairste muzieknummers in de urbanmuziek opgenomen. In het verleden werd de lijst overheerst door genres als jazz, rhythm-and-blues, doowop, soul en funk. De lijst heeft vroeger om deze reden ook onder andere namen bestaan, zoals Race Records en Hot Soul Singles. Tegenwoordig bestaat de lijst vooral uit moderne hedendaagse r&b en hiphop.
Vanwege het feit dat in de beginjaren van de jaren zestig er veel cross-overhits waren tussen de r&b- en popnummers, gevoed door de Motownsuccessen, vond Billboard dat de lijst niet meer noodzakelijk genoeg was. Hierom bestond deze lijst tussen 30 november 1963 en 23 januari 1965 niet. Door de Britse invasie, waardoor er meer pop- en rockmuziek in de poplijsten verscheen, was het weer makkelijk onderscheid te maken tussen de urbanmuziek en de pop. Zo werd de hitlijst nieuw leven ingeblazen. Op 11 december 1999 werd de term "hiphop" toegevoegd aan de naam van de lijst, aangezien dit genre aan populariteit toenam.
De lijst wordt samengesteld uit muziekdownloads, streaming-mediadata en airplay van verschillende r&b- en hiphopnummers die op de desbetreffende genreradiostations gedraaid worden. Het is bovendien een combinatie tussen de Hot R&B/Hip-Hop Airplay-lijst en de Hot R&B/Hip-Hop Singles Sales-lijst. De eerstgenoemde reflecteert de airplay van deze genres op de radiostations en de laatstgenoemde betreft het aantal verkopen in fysieke en digitale exemplaren.